# Il raccolto
Il raccolto è un dipinto a olio su tela realizzato nel 1888 dal pittore Vincent van Gogh. È conservato nel Van Gogh Museum ad Amsterdam.

## Descrizione
Questo dipinto raffigura la campagna di Arles, in Provenza. Vincent si trovava in questa località da alcuni mesi e realizzò l'opera nel giugno 1888 in una calda giornata estiva, dopo certi disegni preparatori. Potrebbe aver dipinto questo quadro anche in una sola giornata e rientra in un periodo piuttosto produttivo, arrivando a dieci dipinti e cinque disegni in poco più di una settimana, finché non arrivò un temporale. Van Gogh lo considerò uno dei suoi dipinti di maggior successo, scrivendo a suo fratello Theo che la "tela uccide assolutamente tutto il resto".

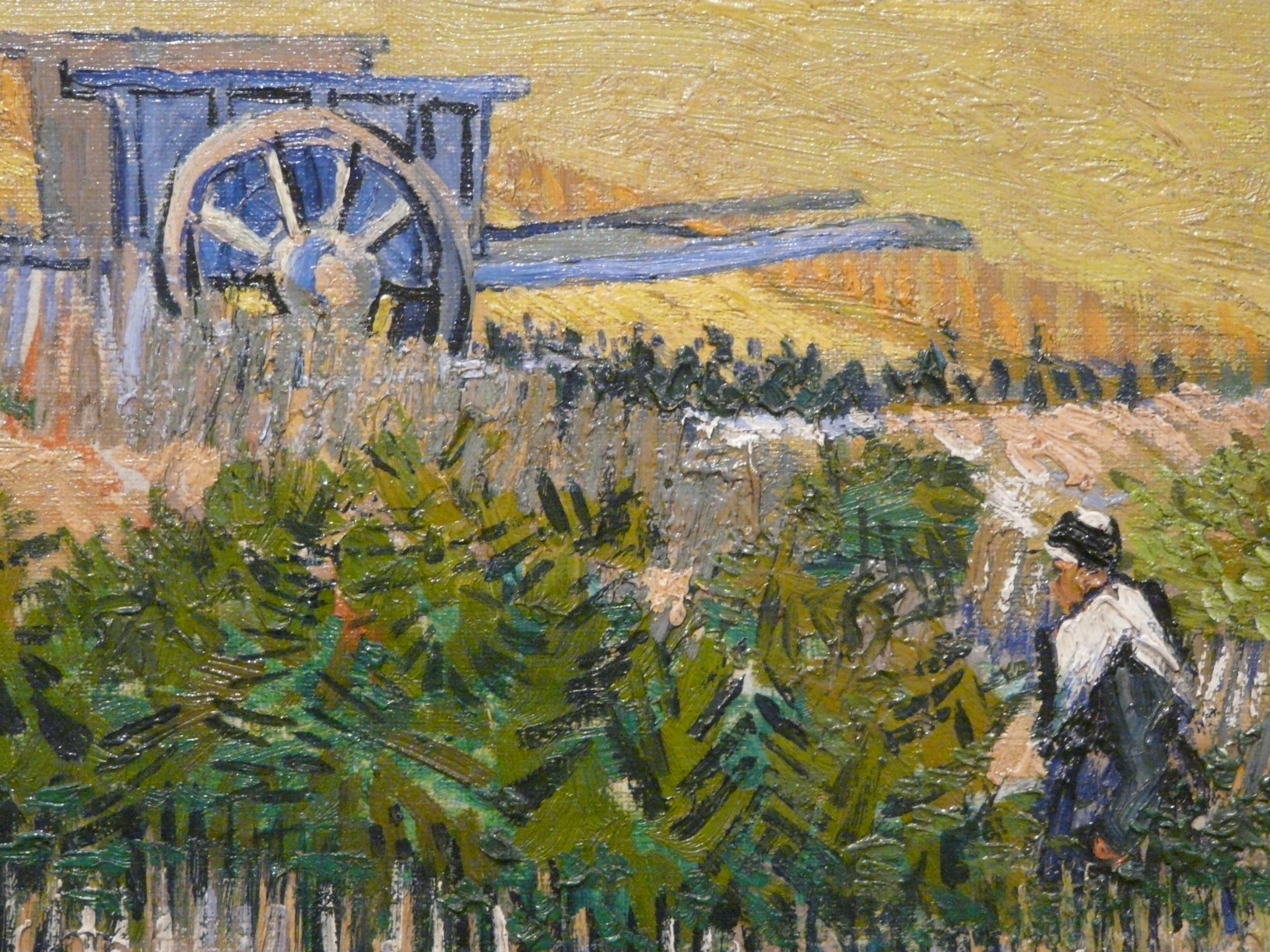
Dettaglio

Il quadro raffigura una vasta zona pianeggiante con una campagna serena e laboriosa. L'artista la interpreta con grande empatia, lasciando una testimonianza di un momento sereno nella sua vita. In questo periodo si documentò quindi del lavoro nei campi, come si può osservare nel quadro tra le diverse fasi della mietitura. In primo piano si trova un campo già parzialmente mietuto, con una fascia di spighe addossate allo steccato che delimita una zona di vegetazione. Nei campi si vedono lavorare i contadini, con sulla sinistra uno a mietere mentre gli altri a condurre i carri. Sulla destra, invece, si vedono delle scale appoggiate ad un covone e in tutta l'opera, a seconda dei colori, si distinguono i campi già lavorati. Tre case coloniche riflettono l'intenso sole della Provenza e, infine, sull'orizzonte si scorgono delle montagne lontane con cui confina la pianura.

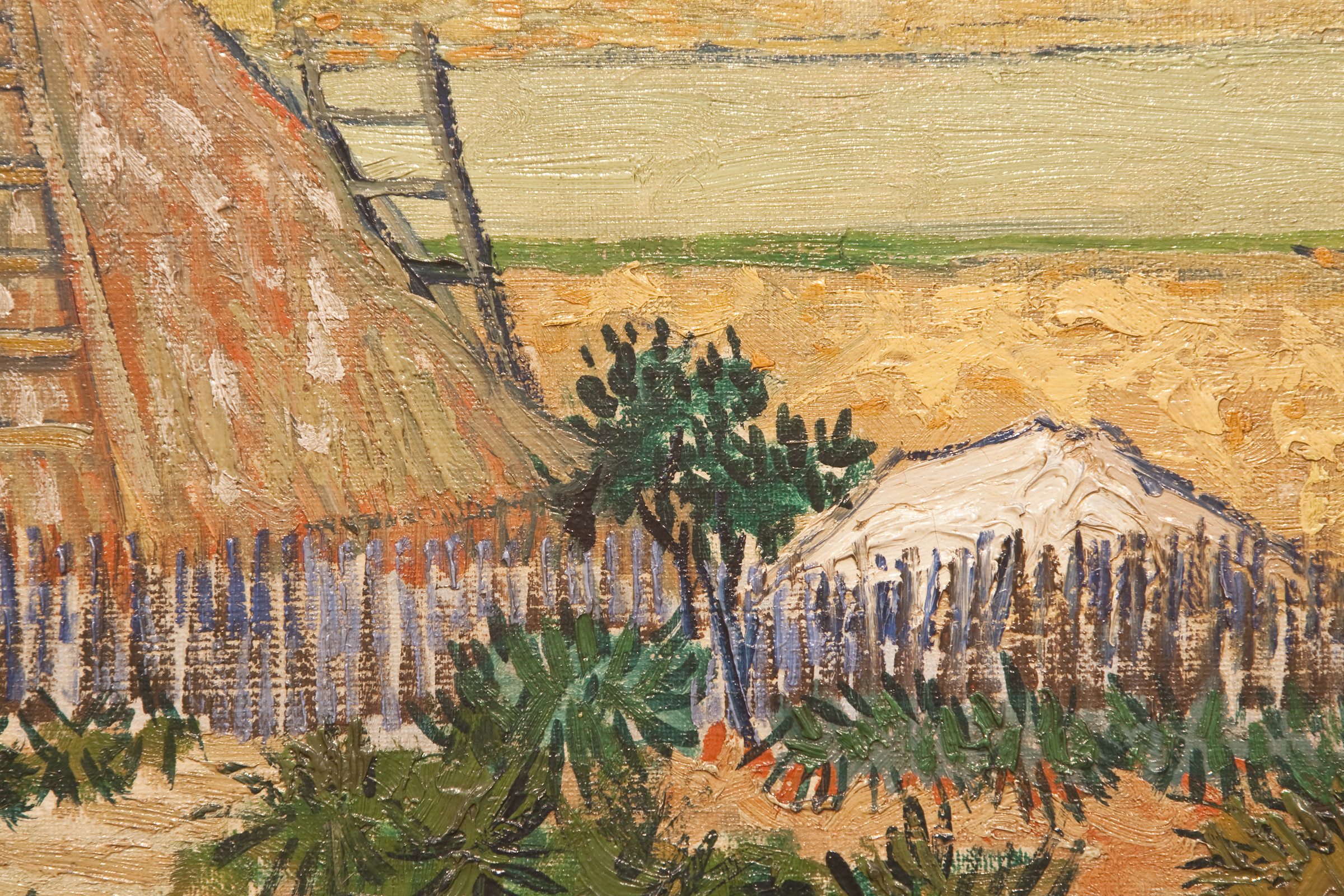
Dettaglio

La pittura è di tipo olio su tela e, soprattutto in primo piano, le pennellate si identificano ad esempio con le spighe, le foglie o le stecche del recinto, cambiando in relazione alla direzione e al soggetto rappresentato. Il colore è posto con impasto materico e senza sfumatura, anch'esso in primo piano, mentre partendo dal secondo piano le superfici diventano più omogenee, le pennellate meno evidenti, fino ad arrivare allo sfondo. Le superfici del grano e della natura sono anche movimentate da una tessitura generata dalle pennellate del primo piano. Il dipinto è per lo più caldo, con prevalenza del giallo del grano, ma spiccanti anche il verde della vegetazione o il blu del carretto, mentre sullo sfondo l'azzurro delle montagne si va a confondere con il cielo. Figure come la chioma degli alberi, o il carretto al centro sono messe in evidenza dal contrasto di luminosità tra l'oro del grano e i colori più scuri, come anche tra la stessa pianura e il cielo. Quest'opera rappresenta un periodo eccezionale nella vita di Vincent, poiché maggiormente sereno e fecondo.